# Kawasaki ZXR 750
La Kawasaki ZXR 750 è una motocicletta prodotta dalla casa motociclistica giapponese Kawasaki dal 1989 al 1995. 
Considerata come la versione dalla cilindrata superiore della Kawasaki ZXR 400, è stata sostituita dal 1996 dalla Kawasaki Ninja ZX-7R.

## Storia
La Kawasaki ZXR 750, replica stradale della versione da Superbike ZXR-7 del 1988, è dotata di un motore con una cilindrata di 750 cm³ che sviluppa una potenza da 100 a 120 cv.
Esteticamente estrema, questa moto dall'aspetto molto imponente, è caratterizzata dal codino posteriore a fondo quadrato (con possibilità di montaggio di una versione monoposto), una linea aggressiva, una doppia ottica rotonda anteriore ed i due caratteristici convogliatori che, partendo dal cupolino e attraversando il serbatoio forniscono aria fresca per un ulteriore raffreddamento della testata (Kawasaki Cool Air System). Questa particolare caratteristica verrà mantenuta dai modelli successivi fino al 1993.
Il telaio della moto è un doppia-trave in alluminio.
Sotto questa estetica sportiva si nasconde un propulsore 4 cilindri in linea ispirato da quello del GPX 750 e le cui 4 valvole sono direttamente attivate dalle camme del doppio albero a camme in testa (DOHC).
Inoltre, la versione da competizione ZXR-7 da cui la ZXR 750 deriva, è stata la prima Kawasaki a vincere con il pilota statunitense Scott Russell il titolo nel campionato mondiale Superbike nel 1993, anno in cui, sempre con Russell e il neozelandese Aaron Slight vinse anche la 8 Ore di Suzuka.